# Cervaphis schouteniae
Cervaphis schouteniae är en insektsart som beskrevs av Van der Goot 1917. Cervaphis schouteniae ingår i släktet Cervaphis och familjen långrörsbladlöss. Inga underarter finns listade i Catalogue of Life.